# Старая Казинка
Старая Казинка — село в Мичуринском районе Тамбовской области России.
Административный центр Староказинского сельсовета.

## География
Расположено на реке Воронеж, в 24 км к западу от райцентра Мичуринска.

## Население
| 1989 | 2002 | 2010 |
| ---- | ---- | ---- |
| 442  | ↘413 | ↘362 |

Согласно результатам переписи 2002 года, в национальной структуре населения русские составляли 98 % от жителей.

### Известные жители
- Рахманинов, Иван Герасимович (1753—1807) — издатель, переводчик, просветитель.
- Рахманинов, Иван Иванович (1826—1897) — математик, ректор Киевского университета (1881—1883).

## История
В писцовой книге 1651 г. о селе говорится как о слободе Казинке, расположенной на речке Хоботенке и населенной драгунами. В момент первой ревизии 1719 г. упомянуто уже село Казинка, где числилось 34 дома однодворцев (130 душ), 5 домов церковнослужителей. Дворовых людей был 41 человек. Ими, вероятно, владели однодворцы, так как помещичьих дворов не указано.
Основано ряжскими переселенцами еще в конце XVI в. Название — от слова казистый, что означает — красивое место для поселения. При создании Белгородской черты оказалось за линией укреплений, почему в 1648 году было переселено в зону черты. Но вскоре жители села вернулись на прежнее место, и село ныне находится там, где оно обосновалось первоначально.
В селе находилась усадьба дворян Рахманиновых. С ней была связана жизнь и деятельность выдающегося просветителя, переводчика и издателя сочинений Вольтера И. Г. Рахманинова (1753—1807).